# 巴庫米夫卡 (巴里希夫卡區)
50°22′50″N 31°26′4″E / 50.38056°N 31.43444°E
巴庫米夫卡（烏克蘭語：Бакумівка）是位於烏克蘭北部的村莊，由基辅州布羅瓦里區的巴里希夫卡市鎮負責管轄。該村始建於1700年，面積1.1平方公里，海拔高度101米，2001年人口46。